# André Wicky

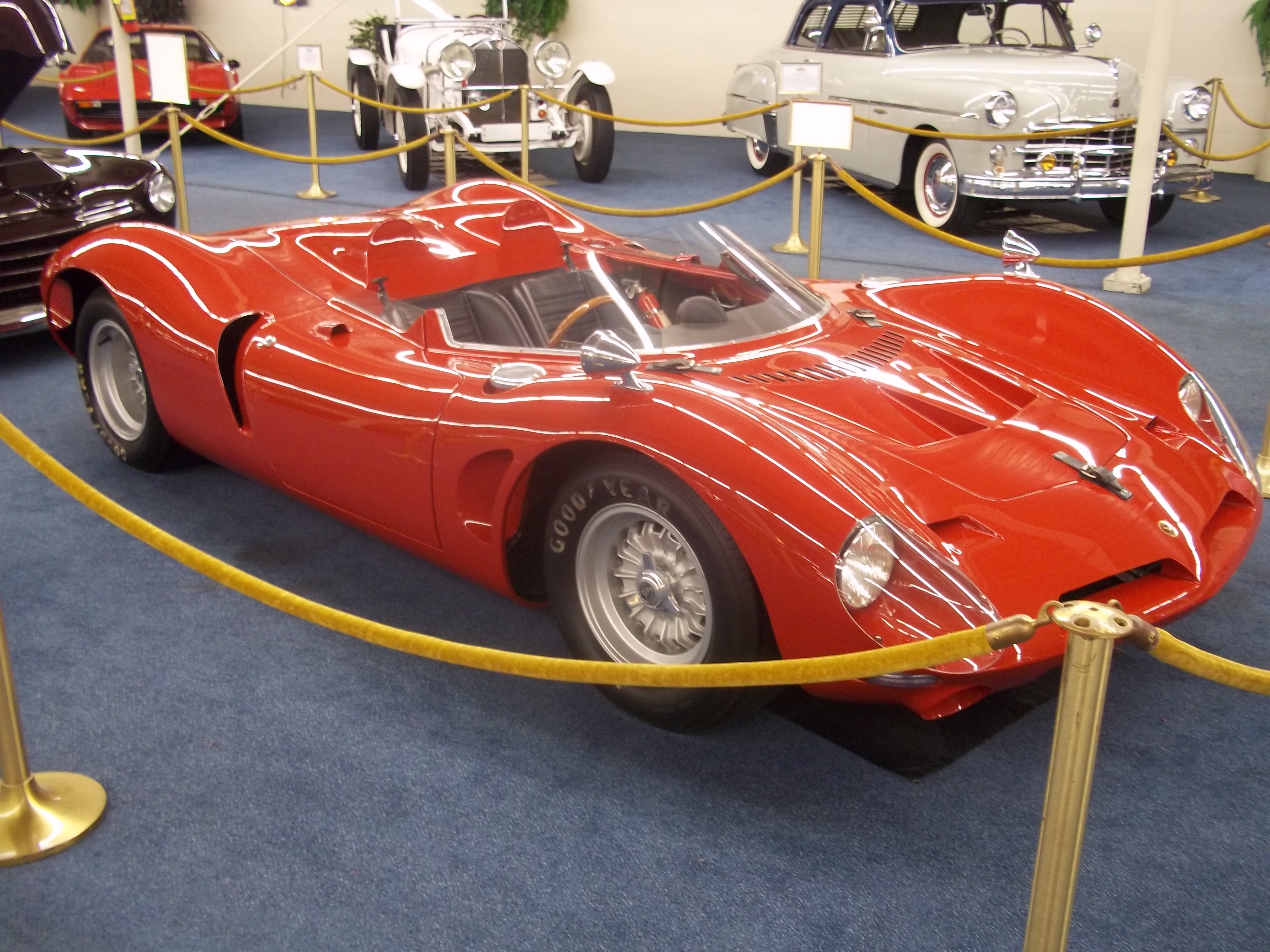
Bizzarrini P 538 Chassisnummer 001; mit dem Fahrgestell 003 bestritten Edgar Berney und André Wicky das 24-Stunden-Rennen von Le Mans 1966.

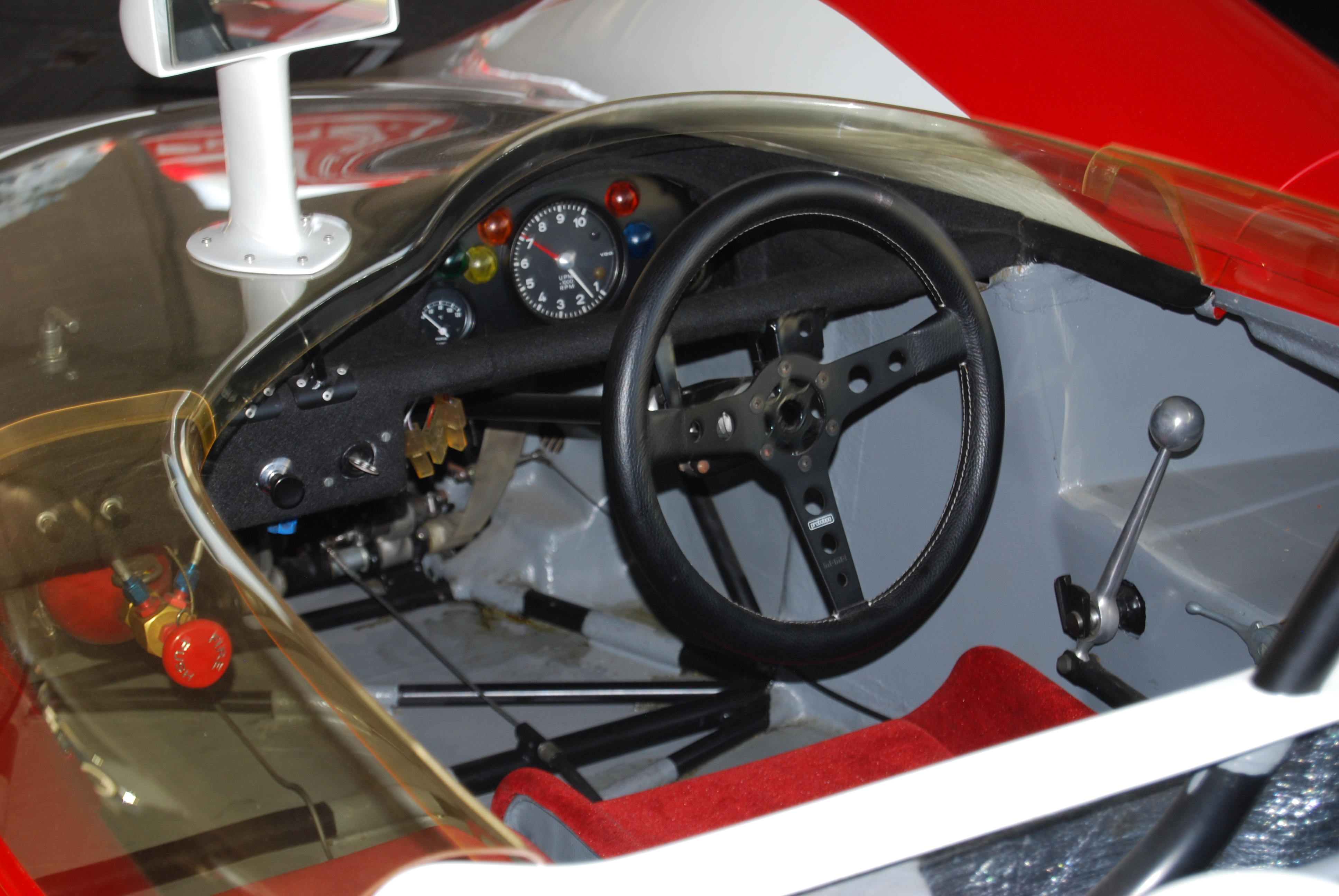
Cockpit eines Porsche 908 Spyder, wie ihn André Wicky Anfang der 1970er-Jahre bei Langstreckenrennen fuhr

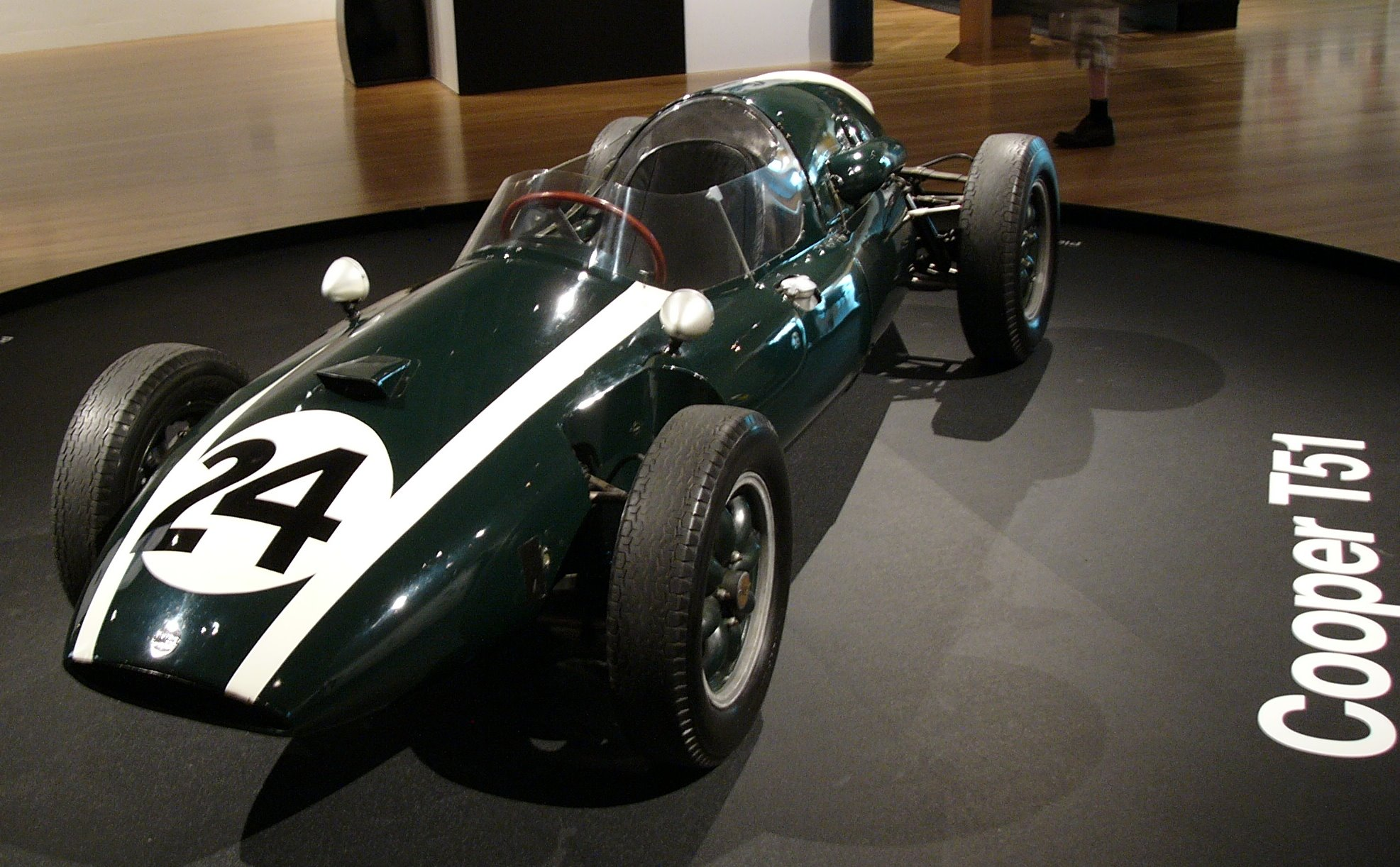
Der Cooper T51, mit dem André Wicky den Gran Premio di Napoli 1961 bestritt

André Wicky (* 22. Mai 1928 in Le Mont-sur-Lausanne; † 14. Mai 2016 in Lausanne) war ein Schweizer Autorennfahrer und Rennstallbesitzer.

## Karriere im Motorsport
André Wicky war in den 1960er-Jahren einer in der Schweiz bekannter Autorennfahrer. Seit den 1950er-Jahren betrieb er in Lausanne einen ertragreichen Reifenhandel. Das dabei verdiente Geld steckte er in seine Rennaktivitäten. Wicky verband eine lebenslange Freundschaft mit Georges Gachnang, der in Aigle über die Établissements Cegga Sportwagen umbaute und Rennwagen in sehr kleiner Stückzahl konstruierte. Viele Jahre gingen Wicky und Gachnang bei Sportwagenrennen gemeinsam an den Start.

### Sportwagenrennen
Mit dem Rennsport begann André Wicky Mitte der 1950er-Jahre in der Schweiz. Da Motorsportveranstaltungen auf Rundstrecken nach dem Unfall beim 24-Stunden-Rennen von Le Mans 1955 in der Schweiz gesetzlich verboten wurden, beschränkten sich die ersten Einsätze auf Bergrennen. Sein erstes internationales Rennen fuhr er 1957 in Belgien. Den Grossen Preis von Spa beendete er auf einem Maserati 200S als 16. der Gesamtwertung (Sieger Tony Brooks auf einem Aston Martin DBR1).
1960 begann die lange Verbindung zwischen Wicky und dem 24-Stunden-Rennen von Le Mans. Bei seinem ersten Ansatz beim 24-Stunden-Rennen in Westfrankreich fuhr er mit Partner und Freund Gachnang einen AC Ace. Das Duo legte 239 Runden zurück; das reichte allerdings nicht, um klassiert zu werden. Auf die Sieger Paul Frère und Olivier Gendebien im Werks-Ferrari 250TR59/60 fehlten im Ziel 75 Runden.
Vom Glück verfolgt war Wicky in Le Mans nie. Zwischen 1960 und 1974 war er zehnmal am Start. Platzieren konnte er sich nur 1973, als er gemeinsam mit Max Cohen-Olivar und Philippe Carron im Gesamtklassement den 21. Rang belegte. Ansonsten gab es neben der Nichtplatzierung mangels Distanz 1960 nur Ausfälle. 1966 ging er mit einem Werks-Bizzarrini P 538 ins Rennen. Der Rennwagen hatte einen 5,4-Liter-Chevrolet-V8-Motor und fiel schon nach acht Runden aus. Teamkollege Edgar Berney drehte sich und beschädigte dabei die Radaufhängung. Beim Versuch, die Radaufhängung zu reparieren, setzte ein Mechaniker den Wagenheber am Längsträger an. Dadurch wurde zusätzlich der Rohrrahmen beschädigt, sodass die durch die Rohre verlaufende Kühlflüssigkeit austrat. Das Fahrzeug konnte nicht wieder einsatzbereit gemacht werden.
Abseits von Le Mans konnte Wicky einige Erfolge feiern. 1966 wurde er mit Partner Jean-Pierre Hanrioud auf einem Porsche 906 Gesamtzweiter beim 1000-km-Rennen von Paris. Dazu kamen Siege bei französischen GT- und Sportwagenrennen, wie 1967 in Dijon und Magny-Cours 1968.

### Monoposto-Rennen
André Wicky ging in den 1960er-Jahren bei neun Formel-1-Rennen an den Start, die allesamt keinen Weltmeisterschaftsstatus hatten. Seinen ersten Einsatz hatte er beim Grand Prix de Pau 1961. Einsatzwagen war ein Cooper T51, der schon nach drei Runden ausfiel. Neben einem Cooper T53 fuhr er auch einen Lotus 24 bei diesem Rennen, wo er keine zählbaren Ergebnisse einfahren konnte.

## André Wicky Racing Team
Wicky bestritt Rennen zu Beginn seiner Karriere fast ausschliesslich als Privatier. Mitte der 1960er-Jahre gründete er unter dem Namen André Wicky Racing Team einen eigenen Rennstall, der auch einige Jahre nach seinem Rücktritt als Fahrer noch für einige Zeit aktiv blieb.

## Statistik

### Le-Mans-Ergebnisse
| Jahr | Team                    | Fahrzeug         | Teamkollege          | Teamkollege     | Platzierung     | Ausfallgrund         |
| ---- | ----------------------- | ---------------- | -------------------- | --------------- | --------------- | -------------------- |
| 1960 | Ecurie Laussannoise     | AC Ace           | Georges Gachnang     | Jean Gretener   | nicht klassiert |                      |
| 1961 | Ecurie Laussannoise     | AC Ace           | Edgar Berney         |                 | Ausfall         | Motorschaden         |
| 1966 | Prototip Bizzarrini SRL | Bizzarrini P 538 | Edgar Berney         |                 | Ausfall         | Aufhängung           |
| 1967 | Philippe Farjon         | Porsche 911S     | Philippe Farjon      |                 | Ausfall         | Kurbelwelle          |
| 1968 | Jean-Pierre Hanrioud    | Porsche 910      | Jean-Pierre Hanrioud |                 | Ausfall         | Kipphebel            |
| 1969 | Wicky Racing Team       | Porsche 911T     | Edgar Berney         |                 | Ausfall         | Zylinderkopfdichtung |
| 1970 | Wicky Racing Team       | Porsche 907      | Jean-Pierre Hanrioud |                 | Ausfall         | Gaspedal             |
| 1971 | André Wicky Racing Team | Porsche 908/2    | Max Cohen-Olivar     |                 | Ausfall         | Getriebeschaden      |
| 1973 | André Wicky Racing Team | Porsche 908/2    | Max Cohen-Olivar     | Philippe Carron | Rang 21         |                      |
| 1974 | André Wicky Racing Team | Porsche 908/2    | Jacques Boucard      | Louis Cosson    | Ausfall         | Getriebeschaden      |

### Sebring-Ergebnisse
| Jahr | Team              | Fahrzeug     | Teamkollege      | Teamkollege | Platzierung             | Ausfallgrund |
| ---- | ----------------- | ------------ | ---------------- | ----------- | ----------------------- | ------------ |
| 1969 | Wicky Racing Team | Porsche 911T | Gérard Larrousse | Jean Sage   | Rang 12 und Klassensieg |              |

### Einzelergebnisse in der Sportwagen-Weltmeisterschaft
| Saison | Team                                   | Rennwagen                                | 1   | 2   | 3   | 4   | 5   | 6   | 7   | 8   | 9   | 10  | 11  | 12  | 13  | 14  | 15  | 16  | 17  | 18  | 19  | 20  |
| ------ | -------------------------------------- | ---------------------------------------- | --- | --- | --- | --- | --- | --- | --- | --- | --- | --- | --- | --- | --- | --- | --- | --- | --- | --- | --- | --- |
| 1960   | Equipe Lausannoise                     | Maserati 200SI AC Ace                    | BUA | SEB | TAR | NÜR | LEM |     |     |     |     |     |     |     |     |     |     |     |     |     |     |     |
| 1960   | Equipe Lausannoise                     | Maserati 200SI AC Ace                    |     |     |     | DNF | DNF |     |     |     |     |     |     |     |     |     |     |     |     |     |     |     |
| 1961   | Lausannoise                            | Maserati 200SI AC Ace                    | SEB | TAR | NÜR | LEM | PES |     |     |     |     |     |     |     |     |     |     |     |     |     |     |     |
| 1961   | Lausannoise                            | Maserati 200SI AC Ace                    |     |     | DNF | DNF |     |     |     |     |     |     |     |     |     |     |     |     |     |     |     |     |
| 1962   | Ecurie Lausannoise                     | Abarth-Simca 1300 Bialbero               | DAY | SEB | SEB | MAI | TAR | BER | NÜR | LEM | TAV | CCA | RTT | NÜR | BRI | BRI | PAR |     |     |     |     |     |
| 1962   | Ecurie Lausannoise                     | Abarth-Simca 1300 Bialbero               |     |     |     |     |     | DNF |     |     |     |     |     |     |     |     |     |     |     |     |     |     |
| 1964   | Wicky Racing Team                      | Lotus Elan                               | DAY | SEB | TAR | MON | SPA | CON | NÜR | ROS | LEM | REI | FRE | CCE | RTT | SIM | NÜR | MON | TDF | BRI | BRI | PAR |
| 1964   | Wicky Racing Team                      | Lotus Elan                               |     |     |     |     |     |     | DNF |     |     |     |     |     |     |     |     |     |     |     |     |     |
| 1965   | André Wicky                            | Jaguar E-Type                            | DAY | SEB | BOL | MON | MON | RTT | TAR | SPA | NÜR | MUG | ROS | LEM | REI | BOZ | FRE | CCE | OVI | NÜR | BRI | BRI |
| 1965   | André Wicky                            | Jaguar E-Type                            |     | DNF |     |     |     |     |     |     |     |     |     |     |     |     |     |     |     |     |     |     |
| 1966   | André Wicky Bizzarrini Charles Vögele  | Porsche 906 Bizzarrini P 538 Porsche 906 | DAY | SEB | MON | TAR | SPA | NÜR | LEM | MUG | CCE | HOK | SIM | NÜR | ZEL |     |     |     |     |     |     |     |
| 1966   | André Wicky Bizzarrini Charles Vögele  | Porsche 906 Bizzarrini P 538 Porsche 906 |     |     | 12  |     |     |     | DNF |     |     | 6   | 7   |     |     |     |     |     |     |     |     |     |
| 1967   | Wicky Racing Team Philippe Farjon      | Porsche 911 Porsche 910                  | DAY | SEB | MON | SPA | TAR | NÜR | LEM | HOK | MUG | BRH | CCE | ZEL | OVI | NÜR |     |     |     |     |     |     |
| 1967   | Wicky Racing Team Philippe Farjon      | Porsche 911 Porsche 910                  |     |     | 17  |     |     |     | DNF |     |     |     |     |     | 10  |     |     |     |     |     |     |     |
| 1968   | Wicky Racing Team Jean-Pierre Hanrioud | Porsche 910                              | DAY | SEB | BRH | MON | TAR | NÜR | SPA | WAT | ZEL | LEM |     |     |     |     |     |     |     |     |     |     |
| 1968   | Wicky Racing Team Jean-Pierre Hanrioud | Porsche 910                              |     |     |     | 6   |     |     |     |     |     | DNF |     |     |     |     |     |     |     |     |     |     |
| 1969   | Wicky Racing Team                      | Porsche 911                              | DAY | SEB | BRH | MON | TAR | SPA | NÜR | LEM | WAT | ZEL |     |     |     |     |     |     |     |     |     |     |
| 1969   | Wicky Racing Team                      | Porsche 911                              | 10  | 12  |     |     |     |     |     | DNF |     |     |     |     |     |     |     |     |     |     |     |     |
| 1970   | André Wicky Racing                     | Porsche 907                              | DAY | SEB | BRH | MON | TAR | SPA | NÜR | LEM | WAT | ZEL |     |     |     |     |     |     |     |     |     |     |
| 1970   | André Wicky Racing                     | Porsche 907                              |     |     |     | 15  |     | DNF | 9   | DNF | 18  |     |     |     |     |     |     |     |     |     |     |     |
| 1971   | Wicky Racing Team                      | Porsche 908                              | BUA | DAY | SEB | BRH | MON | SPA | TAR | NÜR | LEM | ZEL | WAT |     |     |     |     |     |     |     |     |     |
| 1971   | Wicky Racing Team                      | Porsche 908                              |     |     |     |     | 10  |     |     | 10  | DNF |     |     |     |     |     |     |     |     |     |     |     |
| 1973   | Wicky Racing Team                      | Porsche 908                              | DAY | VAL | DIJ | MON | SPA | TAR | NÜR | LEM | ZEL | WAT |     |     |     |     |     |     |     |     |     |     |
| 1973   | Wicky Racing Team                      | Porsche 908                              |     |     | 12  | DNF |     |     |     | 21  |     |     |     |     |     |     |     |     |     |     |     |     |
| 1974   | Wicky Racing Team                      | Porsche 908                              | MON | SPA | NÜR | IMO | LEM | ZEL | WAT | LEC | BRH | KYA |     |     |     |     |     |     |     |     |     |     |
| 1974   | Wicky Racing Team                      | Porsche 908                              |     | DNF |     |     |     |     |     |     |     |     |     |     |     |     |     |     |     |     |     |     |